# Strotarchus tropicus
Strotarchus tropicus là một loài nhện trong họ Miturgidae.
Loài này thuộc chi Strotarchus. Strotarchus tropicus được Cândido Firmino de Mello-Leitão miêu tả năm 1917.